# 元世勲
元 世勲（ウォン・セフン、韓国語:원세훈, 1951年1月31日 - ）は、韓国慶尚北道栄豊郡出身の政治家。1994年-1995年ソウル江南区庁長、2003年-2006年ソウル特別市行政一副市長、2008年-2009年安全行政部長官、2009年-2013年第9代韓国国家情報院長。
2013年6月14日、2012年大韓民国大統領選挙において、インターネット上で野党陣営の文在寅候補を誹謗中傷する書き込みを指示し、与党陣営の朴槿恵候補が有利となるような世論操作等の選挙介入を行った疑いで在宅起訴された。さらにその後7月10日には建設業者から1億5000万ウォン相当の金品を受け取ったとして収賄容疑で逮捕された。
選挙介入の容疑については、1審判決は国家情報院法違反罪で懲役2年6月、執行猶予4年。2審では公職選挙法違反罪も有罪とされ、懲役3年の実刑判決を言い渡された。しかし、朴槿恵政権下の2015年7月に、最高裁が公職選挙法違反罪をめぐって証拠能力に問題があるとして、2審判決を破棄し、ソウル高裁に審理を差し戻した。朴前大統領の逮捕、起訴を経て、文在寅政権下の2017年8月30日にソウル高裁で行われた差し戻し審では、国家情報院法違反罪と公職選挙法違反罪で懲役4年の実刑判決を言い渡された。2018年4月19日、最高裁が上告審にて高裁の差し戻し審判決を支持する判決を言い渡し、懲役4年の実刑が確定した。